# CTXT
CTXT (estilizado como ctxt) es un medio digital en español publicado por primera vez en enero de 2015. Su redacción se localiza en Madrid, España. El nombre de su dominio es una abreviatura del nombre Contexto y Acción.

## Datos generales
CTXT es una revista digital fundada por catorce periodistas procedentes, entre otros, de los diarios españoles El Mundo y El País o el diario italiano La Repubblica, con línea editorial independiente y progresista. Se creó para ser una plataforma independiente de los intereses políticos, editoriales o empresariales. Como se indica en su sitio web, su primer objetivo es “aportar contexto político y económico a las noticias más relevantes, anticipar los grandes asuntos que marcarán la agenda informativa, dinamizar la cultura y la creación, promover el debate de ideas, y contar y analizar los hechos con sobriedad, honestidad, ironía (cuando sea posible) y sentido crítico.” CTXT busca responder a lo que percibe como un aluvión de noticias frenéticas, mal editadas y poco profundas en el medio digital. Su lema es "orgullosas de llegar tarde a las últimas noticias."
CTXT cubre temas que tienen que ver con la política y la economía, además de la cultura y los deportes, en España, Europa y el resto del mundo. La sección multimedia contiene entrevistas en video, fotografía y viñetas políticas. El sitio web de CTXT también tiene una sección llamada "The English Corner," donde se publica una variedad de artículos y entrevistas. En 2017 CTXT produjo y lanzó una serie de videos llamada "Qué hacer" sobre la presidencia de Donald Trump. La serie consiste en entrevistas con intelectuales prominentes estadounidenses, incluso Wendy Brown, Silvia Federici y Nancy Fraser. En junio de 2016 inició una nueva colaboración editorial con la revista digital de izquierda Público. A principios de 2018, CTXT y el editorial español Lengua de Trapo lanzaron una nueva prensa independiente, el Editorial Colección Contextos.
Los contenidos son gratuitos y su modelo de financiación es a través de suscripción de particulares (53 %), de los cuales hay más de 8000, y patrocinios de empresas que no interfieran en la línea editorial. Hasta 2021 los suscripción recibían una publicación impresa mensual, el "Dobladillo," con un tema que cambia cada mes. Temas anteriores han incluido la Ley Mordaza, el Orgullo LGBT, la posdemocracia y posverdad y Carnaval. En la actualidad los nuevos suscriptores reciben un libro como regalo de bienvenida.

## Dirección
El presidente de honor del Consejo Editorial es el filósofo y lingüista Noam Chomsky.
La dirección del periódico la ostenta Miguel Mora, proveniente de El País y ganador del XXVIII Premio de Periodismo Francisco Cerecedo.
Las directoras adjuntas son Vanesa Jiménez, anterior directora de La Información y anterior subdirectora de Elpais.com, y Mónica Andrade, que hasta 2024 fue también consejera delegada de Revista Contexto S.L., la empresa editora de CTXT.
Por el consejo editorial han pasado, entre muchos otros otros, los periodistas Soledad Gallego-Díaz, Jesús Ceberio, Arroz Algurri, Concita de Gregorio, Smith Riao, Nuria Alabao, Kostas Vaxevanis, Joaquín Estefanía y Giancarlo Santalmassi, la actriz Aitana Sánchez-Gijón, el cineasta José Luis Cuerda, el científico social Ignacio Sánchez-Cuenca, los artistas Miquel Barceló y Alberto Reguera, el crítico de arte Hans Ulrich Obrist y el sociólogo francés Éric Fassin.